# Clemens Fandrich
Clemens Fandrich (* 10. Januar 1991 in Berlin) ist ein ehemaliger deutscher Fußballspieler. 

## Karriere
Der gebürtige Berliner begann mit dem Fußballspielen als Jugendspieler 1995 beim SV Werben. Ein Jahr später wechselte er in die Nachwuchs-Abteilung von Energie Cottbus, dessen sämtliche Jugendjahrgänge er dann durchlief.

### FC Energie Cottbus
Im Jahr 2009 erhielt der Stürmer einen Profivertrag, den er im Dezember 2009 bis 2013 verlängerte, bis dahin war er vorwiegend nur in der zweiten Mannschaft zum Einsatz gekommen. Zu seinem Zweitligadebüt kam er am 7. Spieltag der Saison 2009/10 gegen den FSV Frankfurt, als ihn Trainer Claus-Dieter Wollitz in der 90. Minute einwechselte. Sein erstes Zweitligator gelang ihm am darauffolgenden Spieltag gegen Alemannia Aachen – er wurde in der 77. Spielminute für Ovidiu Burcă eingewechselt und erzielte drei Minuten später den Treffer zum 1:1-Endstand. Insgesamt kam er zu zehn Einsätzen in der Saison. Zudem erreichte er mit der U-19 des FC Energie Cottbus das Halbfinale des DFB-Juniorenpokals 2009/10. Dort scheiterte die Mannschaft mit 1:3 bei der TSG 1899 Hoffenheim. In der folgenden Saison 2010/11 wurde Fandrich siebenmal eingesetzt. 2011/12 kam er nicht zum Einsatz. In der Hinrunde der Saison 2012/13 spielte er noch zehnmal für die Lausitzer.

### RB Leipzig
Anfang 2013 wechselte Fandrich von Cottbus zum Regionalligisten RB Leipzig. Er unterschrieb einen Vertrag bis zum Sommer 2016. In der restlichen Regionalligaspielzeit 2012/13 absolvierte Fandrich 14 Partien für Leipzig, erzielte dabei zwei Tore und stieg mit der Mannschaft in die 3. Liga auf. In der Drittligasaison kam Fandrich auf 20 Einsätze. Sein erstes und einziges Drittligator erzielte er am 33. Spieltag beim 2:1-Heimsieg gegen den Chemnitzer FC. Am Ende der Saison konnte er mit der Mannschaft den Aufstieg in die 2. Bundesliga feiern. In der Hinrunde der Zweitligasaison 2014/15 kam Fandrich auf acht Einsätze.

### FC Erzgebirge Aue
Zur Rückrunde der Saison 2014/15 wechselte Fandrich auf Leihbasis zum Ligakonkurrenten FC Erzgebirge Aue. In zwölf Einsätzen, in denen er zwei Tore erzielte, konnte er den Abstieg in die 3. Liga allerdings nicht verhindern.

### FC Luzern
Zur Saison 2015/16 wechselte Fandrich in die Schweizer Super League zum FC Luzern. Er erhielt einen Zweijahresvertrag bis zum 30. Juni 2017.

### FC Erzgebirge Aue
Am 10. Juni 2016 gab Vereinspräsident Helge Leonhardt den Abschluss eines 4-Jahres-Vertrages mit Fandrich bekannt.
Im Zweitligaspiel am 22. Oktober 2021 gegen den FC Ingolstadt 04 wurde er mit einer Roten Karte des Platzes verwiesen, nachdem er dem Schiedsrichterassistenten ins Gesicht gespuckt haben soll. Bei der Verhandlung vor dem DFB-Sportgericht am 4. November 2021 wurde er dieses Vorwurfs schuldig gesprochen und mit einer Sperre von sieben Monaten belegt. In der Berufungsverhandlung am 18. November 2021 reduzierte das Bundesgericht des DFB die Sperre auf sieben Meisterschaftsspiele.

### Rot-Weiss Essen
Im August 2022 schloss er sich dem Ligakonkurrenten Rot-Weiss Essen an. Am 2. September 2023 wurde sein Vertrag in Essen aufgelöst.

### VfB 1921 Krieschow
Seit dem 16. Oktober 2023 spielt er in der Oberliga Nordost Staffel Süd für den VfB 1921 Krieschow, den er Anfang des Jahres 2024 schon wieder verließ.